# Kościół i klasztor pw. św. Jana z Dukli w Częstochowie
Klasztor OO. Bernardynów w Częstochowie został erygowany 2 lipca 1993 r. W rok później utworzono przy klasztorze parafię. Aktualnie liczy sobie ona 1900 wiernych. Ojcowie prowadzą katechezę w szkole podst., są kapelanami aresztu śledczego i szpitala.
Kościół parafialny św. Jana z Dukli jest wciąż w stadium wykańczania. Msze św. są odprawiane na co dzień w małej, bocznej kaplicy.